# Alexander Gottlieb Baumgarten
Alexander Gottlieb Baumgarten (Berlijn, 17 juli 1714 - Frankfurt (Oder), 27 mei 1762) was een Duits filosoof. Baumgarten beschreef de esthetiek en stelde de naam aesthetica voor. Hij was een leerling van  Christian Wolff.

## Filosofie

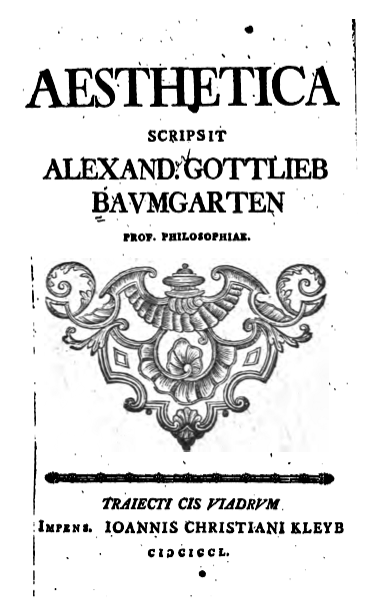
Voorpagina van de Aesthetica van Baumgarten

Net zoals Leibniz en Wolff gaat Baumgarten ervan uit dat de objectieve werkelijkheid een harmonieuze orde is, de door God geschapen beste wereld. Iemand maakt van deze werkelijkheid een abstract beeld (figuurlijk) of een voorstelling (representationes).
Baumgarten merkt op dat bij het abstraheren van dit beeld of voorstelling iets verloren gaat. Het duidelijk worden van een beeld/voorstelling benadert de werkelijkheid niet beter, maar duidt erop dat er een verlies is aan rijkdom van het beeld. De logica moet aangevuld worden met de esthetica.
De esthetische kennis is volgens Baumgarten de beste benadering van de werkelijkheid en wordt aangetroffen in een gedicht. De studie naar de natuurlijke zintuigen (esthetica) heeft dus tegelijk gevolgen voor de kunst: zij kan regels opleveren voor het schrijven van poëzie. Regels voor de poëzie was expliciet een doel van Baumgarten en andere Duitsers in zijn tijd, want in die tijd ontbrak het nog aan echte Duitse poëzie.

## Receptie
Baumgarten was van belang voor o.a. Immanuel Kant.

## Enkele belangrijke werken
- Meditationes philosophicae de nonnullis ad poema pertinentibus (1735)
- Metaphysica (1739)
- Aesthetica (1750/1758)

- Bibsys: 90320243
- Biblioteca Nacional de España: XX849892
- Bibliothèque nationale de France: cb11990555c (data)
- CiNii: DA00241798
- Gemeinsame Normdatei: 118507605
- International Standard Name Identifier: 0000 0001 0915 1735
- Library of Congress Control Number: n81147170
- Bibliotheek van het Japanse parlement: 00462935
- Nationale Bibliotheek van Tsjechië: jn20011018227
- Nationale Bibliotheek van Israël: 987007258340505171
- Nationale Bibliotheek van Polen: a0000001258165
- Nederlandse Thesaurus van Auteursnamen: 070256888
- Istituto Centrale per il Catalogo Unico: BVEV000004
- LIBRIS: 176928
- Système universitaire de documentation: 02797765X
- Union List of Artist Names: 500314012
- Virtual International Authority File: 73862436
- WorldCat: E39PBJcR4Dq6WQW4fgVdQ7hj4q